# Марк Селбі
Марк Е́нтоні Се́лбі (англ. Mark Anthony Selby; 19 червня 1983) — англійський професіональний гравець у снукер, чотириразовий переможець чемпіонату світу 2014, 2016, 2017, 2021, триразовий чемпіон Мастерс (2008, 2010, 2013), переможець дев'яти рейтингових турнірів — Welsh Open 2008, Шанхай Мастерс 2011, UK Championship 2012, 2016, German Masters 2015, China Open 2015, 2017, Paul Hunter Classic 2016, International Championship 2016, а також фіналіст Чемпіонату світу 2007. Автор 100-го максимального брейка (147 очок) в історії снукеру; один з найуспішніших гравців нового покоління.

## Віхи кар'єри[7]
2002 рік. Виходить до півфіналу China Open у віці 18 років. 
2003 рік. Виходить до фіналу Scottish Open. 
2007 рік. Досягає свого першого фіналу в Крусіблі, де програє Джону Гіггінсу з рахунком 13-18. 
2008 рік. Виграє Мастерс та Welsh Open. 
2010 рік. Знову виграє Мастерс, перемігши в драматичному фіналі Ронні О’Саллівана з рахунком 10-9.
2011 рік. Виграє Shanghai Masters і вперше очолює світовий рейтинг професіоналів.
2012 рік. Вперше виграє чемпіонат Великої Британії, обігравши у фіналі Шона Мерфі з рахунком 10-6. 
2013 рік. Знову здобуває трофей Мастерс, обігравши Ніла Робертсона. Робить 100-й максимальний брейк (147 очок) в історії снукеру під час чемпіонату Великої Британії. 
2014 рік. Вперше виграє Чемпіонат світу, обігравши в фіналі Ронні О’Саллівана 18-14.
2015 рік. Виграє German Masters та China Open. 
2016 рік. Виграє свій другий Чемпіонат світу, обігравши в фіналі Діна Джуньху 18-15. Виграє чемпіонат Великої Британії. 
2017 рік. Перемога на China Open. Захищає титул чемпіона світу, перемігши в фіналі Джона Гіггінса 18-15. 
2018 рік. Захищає свій титул на China Open у Пекіні. Виграє свій 15-й рейтинговий титул на China Championship, обігравши в фіналі Джона Гіггінса 10-9. 
2019 рік. Виграє English Open, розгромивши Девіда Гілберта 9-1 у фіналі. Виграє Scottish Open, перемігши в фіналі  Джека Лісовські 9-6. 
2020 рік. Виходить до півфіналу чемпіонату світу, де програє у вирішальному фреймі Ронні О’Саллівану 16-17. Виграє European Masters, обігравши Мартіна Гулда 9-8 у фіналі. Перемагає другий рік поспіль на Scottish Open, розгромивши в фіналі Ронні О’Саллівана 9-3. 
2021 рік. Вчетверте виграє чемпіонат світу. У фіналі переможений Шон Мерфі 18-15. Стає лише п'ятим гравцем в історії снукеру, який підкорював Крусібл більше трьох разів, приєднуючись до Стівена Хендрі, Ронні О’Саллівана, Стіва Девіса та Джона Гіггінса. 
2022 рік. Робить свій четвертий офіційний брейк 147 під час British Open. Виграє English Open, перемігши у фіналі Луку Бреселя з рахунком 9-5. 
2023 рік. Перемагає у новому турнірі WST Classic. У чвертьфіналі обігрує Джона Гіггінса, у півфіналі Алі Картера, а в фіналі - китайського молодого гравця Pang Junxu 6-2. Виходить до фіналу Чемпіонату світу в Крусіблі, робить перший в історії фіналів ЧС максимальний брейк (147 очок), але в підсумку поступається Луці Бреселю 15-18.
2024 рік. Виграє запрошувальний турнір Ліга Чемпіонату, в фіналі переміг Джо О'Коннора з рахунком 3:1. Перемагає на British Open, у фіналі обіграв Джона Гіггінса з рахунком 10-5. 
2025 рік. Виграє Championship League, у фіналі переграв Кайрена Вілсона 3-0. Одразу після цього перемагає на Welsh Open, у фіналі виграв у Стівена Магвайра 9-6.

## Особисте життя
Народившись у Лестері 19 червня 1983 р., Селбі почав грати в снукер у віці дев'яти років. У віці восьми років Селбі залишився без матері, а його батько помер, коли йому було 16. Своє прізвисько "Жартівник із Лестера" йому дав його партнер по грі Річард Бір, оскільки Селбі любив жартувати з ним.
Марк Селбі одружений із Віккі Лейтон, яка часто відвідує його матчі. Віккі - колишня ірландська гравчиня в пул, яка народилася в Іпсвічі. Вони почали зустрічатися в 2006 році, обручилися в серпні 2010 році і одружилися в Канкуні, Мексика, у травні 2011 року. У них є одна дочка Софія, яка народилася в 2014 році.
Марк Селбі є шанувальником футбольного клубу Лестер Сіті. Він також є шанувальником дартсу і час від часу грає у виставкових матчах.